# Петри Лайош

Лайош Петри до 1928 года Лайош Пик (венг. Lajos Pick; 18 июня 1884,Се́гед — 2 августа 1963, Будапешт) — венгерский скульптор.

## Биография
Семья Пик была владелец знаменитой фабрики по производству салями Пик, которая была создана еврейский мясник Марк Пик, в 1869 году. После сдачи экзамена на аттестат зрелости он изучал право в г. Будапеште и в Берлине. Он получил степень права в 1907 году. Через несколько дней после торжественной церемонии он посетил венгерский скульптор Эдуард Тельч (венг. Ede Teltsch, 1872—1948) и он стал его ученик. В 1909 году переехал в Брюссель, там он встретился с группой скульпторов, c Rik Wouters (1882—1916), Jules Lagae (1862—1931) и Égide Rombeaux (1865—1942). Его стиль развился частично благодаря их влияния. Он выполня́л портреты, ещё Он также создал фигурами, например «На старте» (1910), «Жизнь» (1912), «Девочка танцует» (1914). Одна из его знаменитых скульптур находится в замке Буда (Будапешт) — памятник, воздвигнутый в память трансильванскому 2-му гусарскому полку. Другая его знаменитая скульптура — фигура гробницы Отто Титуза Блати (венгерский инженер-электрик, 1860—1939). Ангел с распростёртыми крыльями на могиле демонстрирует удивительное сходство с «Иаковом и Ангелом», которое он сделал ранее в 1935 году. В конце своей карьеры он вернулся в Сегед, его родной город, расположенный на берегах реки Тиса.

## Скульптуры
1. Зо́лтан Ко́дай, Kodály Zoltán (1882—1967), венгерский композитор, музыкант и теоретик музыки (1908, гипс)
2. Девочка купается, Fürdőző leány (1909, бронза)
3. Портрет молодой девушки, Fiatal leány, «Mary» (1909, мрамор)
4. Дьюла Юхас, Juhász Gyula  (1883—1937), венгерский поэт (1909, камень, Сегед)
5. Ню, Akt (1910, гипс)
6. На старте, Startoló (1910, бронза)
7. Жизнь, Élet (1912, гипс)
8. Miss G. W. (1912, гипс)
9. Мелизанда, Melisande (1914, бронза)
10. Торс, Torzó (1914, бронза)
11. Девочка танцует, Táncoló lány (1911, бронза)
12. Лайош Каройи, Károlyi Lajos, (1877—1927) венгерский художник (1915, бронза)
13. Портрет молодой девушки, Leányfej (1916, гипс)
14. Маленький всадник, Kis lovas (1917, гипс)
15. Госпожа Борщаи, Mrs. Borsay (1917, мрамор)
16. Монахиня, Apáca (1918, мрамор)
17. Ма́ргит Ка́фка, Kaffka Margit (1880—1918) венгерская писательница и поэтесса (1918, гипс)
18. Пуци I. Puci I. (1921, мрамор)
19. Желание, Vágy (1922, гипс)
20. Передышка, Pihenő (1923, бронза)
21. Данае, Δανάη (1923, гипс)
22. Пуци II. (1923, мрамор)
23. Пуци III. (1923, гипс)
24. Восход, Napkelte (1925, гипс)
25. Страдание, Bánat (1925, гипс)
26. Крестьянская девушка, Parasztlány (1926, мрамор)
27. Ева Ботонд, Botond Éva, венгерская фигури́стка (1926, терракота)
28. Zdenka Ticharich (1900—1979), пианиста, (1927, бронза)
29. Зо́лтан Ко́дай, Kodály Zoltán II. (1882—1967), венгерский композитор, музыкант и теоретик музыки (1927, бронза)
30. Девочка расчёсывает её волосы (1927, мрамор)
31. Моя мать, Anyám (1928, бронза)
32. Э́ндре А́ди, Ady Endre (1877—1919). Оно представляло скульптура из гипса на конкурс на гробница венгерского поэта Э́ндре А́ди в 1928.
33. Студент I. Diák I. (1929, гипс)
34. Студент II. Diák I. (1929, гипс)
35. Поцелуй, Csók (1930, мрамор)
36. Крестьянин, Földművelő (1930, гипс)
37. Каталин Еленц, Jellencz Kató (1931, мрамор)
38. Каталин Еленц, Jellencz Kató (1931, гипс)
39. Представляемое предложение. Петри представляло скульптура из гипса на конкурс «Lechner» в 1931.
40. Резчик по дереву, Kopjafafaragó (1931, терракота)
41. Госпожа Сийяш, Daysi Szijjas (1932, мрамор)
42. брат Георг, Дьёрдь Мартинуцци, Fráter György (1482—1551) венгерский государственный деятель (1933, бронза)
43. Дежё Сабо, Szabó Dezső  (1879—1945) венгерский лингвист и писатель, (1934, бронза)
44. А́ладар Тот, Tóth Aladár (1898—1968) венгерский музыковед и музыкальный критик (1934, гипс)
45. Иаков, борющийся с Ангелом, Jákob és az angyal (1935, гипс)
46. Дьёрди Ботонд, Botond Györgyi, венгерская фигури́стка (1935, мрамор)
47. На старте (больший размер), Nagy startoló (1935, гипс)
48. Иштван Сёньи Szőnyi István (1894–1960) венгерский художник (1936, гипс)
49. Эуген Хартог, Eugen Harthog (1937, гипс)
50. Карой Керншток, Kernstock Károly (1873–1940), венгерский художник, (1937, гипс)
51. Петри представляло скульптура из гипса на конкурс на гробница в 1937. Síremlékpályázat
52. Петри представляло скульптура из гипса на конкурс « И́мре Ма́дач » в 1939. 
53. И́мре Ма́дач, Madách Imre (1823-1864) венгерский поэт, философ и драматург (1939, терракота)
54. Страдание, Bánat (маленький,1940, гипс)
55. Маленький ню, Kis akt (1940, терракота)

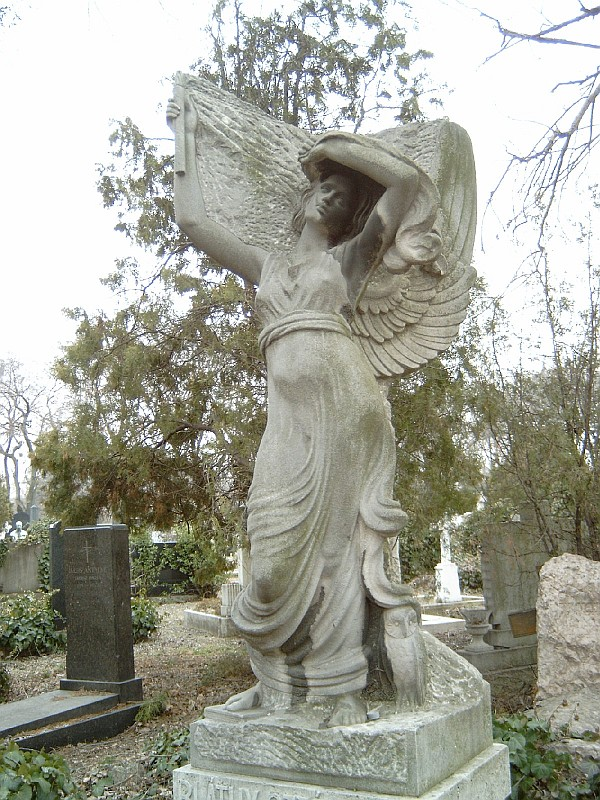
Гробница венгерского электроте́хники Отто Титус Блати (1860–1939) в Будапеште, Керепеши Кладбище (камень)

56. Черновой вариант статуи на гробница венгерского электроте́хники Отто Титус Блати (1860–1939) Bláthy síremlék vázlat (1941, гипс) 
57. Йожеф Грёс, Grősz József (1887–1961), католический прелат, епископ Сомбатхея, а потом архиепископ Калочи (1942, гипс) 
58. Mrs. Langsfeld (1944, гипс)
59. Frederich van Salingen (1944, гипс)
60. Пуци IV, Puci IV. (1944, гипс)
61. Пирошка Вёрёш, Vörös Piroska (1945, гипс)
62. Агнесса Шалац, Salacz Ági (1945, Искусственный камень)
63. Тоска, Szomorúság (1945, гипс)
64. Арпад Сакашич, Szakasits Árpád (1888–1965) венгерский политик, социал-демократ (1945, гипс)
65. Елза Шимо, Simó Elza (1945, гипс)
66. Юдит Менделеньи, Mendelényi Judith (1945, гипс)
67. Тукий, Tukij (1945, искусственный камень)
68. Имре Унгар, Ungár Imre (1909–1972) венгерский пианист (1946, бронза)
69. Строители городов, Városépítők (1946, гипс)
70. Дьюла Юхас, Juhász Gyula (1883—1937), венгерский поэт II. (1947, гипс)
71. А́ттила Йо́жеф, József Attila (1905-1937) венгерский поэт (1947, гипс)
72. Девочка катается на водных лыжах, Vizijöringes leány (1947, гипс) (Теперь vizijöring называется vízisí.)
73. Дьюла Юхас, Juhász Gyula (1883—1937), венгерский поэт (1947, гипс, черновик)
74. Господин Гарднер, Mr. Gardner (1948, гипс)
75. Ági Vantiny (1949, гипс)
76. Бела Балаж, Balázs Béla (1884–1949) венгерский писатель, поэт, драматург, сценарист, теоретик кино; доктор философских наук (1949, мрамор)
77. Ша́ндор Пе́тёфи, Petőfi Sándor (1823 – 1849) национальный поэт Венгрии, революционный демократ, один из руководителей Революции 1848—1849 в Венгрии. (1950, мрамор)
78. Ежи Енё Тершански, Tersánszky Józsi Jenő (1888–1969) венгерский писатель (1950, мрамор)
80. Госпожа Балаж Mrs. Balázs (1949, мрамор)
81. Олимпийский огонь, Olimpiai láng (1950, гипс)
82. Девочка катается на лыжах, Síző leány (1950, гипс)
83. Эстафе́та, Női staféta (1950, гипс)